# Acrocephalus concinens
El carricero de Swinhoe (Acrocephalus concinens) es una especie de ave paseriforme perteneciente a la familia  Acrocephalidae propia de Asia. Se encuentra en   Afganistán, China, Hong Kong, India, Laos, Birmania, Nepal, Pakistán, Tailandia, y Vietnam.

## Subespecies
Comprende las siguientes subespecies:
- Acrocephalus concinens
- Acrocephalus concinens haringtoni
- Acrocephalus concinens stevensi